# Heikinkari (ö i Birkaland, Övre Birkaland)
Heikinkari är en ö i Finland. Den ligger i sjön Havanganjärvi och i kommunen Virdois i den ekonomiska regionen  Övre Birkalands ekonomiska region  och landskapet Birkaland, i den sydvästra delen av landet, 230 km norr om huvudstaden Helsingfors. Öns area är 0,1 hektar och dess största längd är 50 meter i sydöst-nordvästlig riktning.